# Christian Ledergerber
Christian Ledergerber  (* 11. Mai 1991) ist ein Schweizer Unihockeyspieler auf der Position des Verteidigers. Ledergerber steht beim Nationalliga A-Verein Floorball Köniz unter Vertrag.

## Karriere

### Verein
Ledergerber durchlief die Juniorenabteilung von Floorball Köniz, ehe er zur Saison 2010/11 für die erste Mannschaft debütierte. Für Köniz absolvierte er mehr als 150 Spiele in der Nationalliga A. Dabei konnte er 2016 den Schweizer Cup gewinnen. Am 23. Februar 2017 gab Floorball Köniz bekannt, dass Ledergerber nach der Saison 2016/17 zurücktreten wird.

### Nationalmannschaft
Ledergerber debütierte am 5. Juli 2013 für die Schweizer Unihockeynationalmannschaft. Er wurde vom damaligen Nationaltrainer Petteri Nykky für das 4-Nationen-Turnier in Oslo aufgeboten. Beim Sieg im letzten Spiel gegen Norwegen erzielte er sein bisher einziges Tor für die Nationalmannschaft.

## Spielweise
Ledergerber gilt als ein schneller Verteidiger, welcher seine Stärken im Umschaltspiel hat. Während seiner Karriere legte er mehr als 39 Tore auf.

## Erfolge
- Schweizer Cupsieger: 2016